# Cultiv
cultiv – Gesellschaft für internationale Kulturprojekte e. V. ist ein als gemeinnützig anerkannter, 2003 gegründeter Verein mit Sitz in Leipzig. Er dient der Realisierung und Bekanntmachung verschiedener Vorhaben in Bildung, Film, Kunst, Literatur, Musik und Theater. Getragen von Absolventen und Studenten der Universität Leipzig, speist sich cultiv aus einem Netz von Wissenschaftlern, Kulturmanagern und Künstlern. Ein Fokus liegt auf interdisziplinären Ansätzen.

## Projekte
cultiv ist Veranstalter des Thomasius Clubs, einer monatlichen Gesprächsreihe über Bücher und Wissenschaft mit Gästen wie Michaela Ott, Rüdiger Safranski und Raoul Schrott. Die Gesellschaft initiierte und betreibt eine Open-Access-Volltextdatenbank namens cultranet, hat sich an einem internationalen Kultur-Städte-Magazin versucht und diverse Dokumentarfilme produziert (Die Erfindung Europas, Good bye, Leningrad!). 2006 realisierte cultiv die Veranstaltungsreihe What is the Word – Samuel Beckett hören. Im September 2010 richtete der Verein in Leipzig die Konferenz Wikipedia:Ein Kritischer Standpunkt aus.